# Гринвуд, Доктор
До́ктор Хе́йдок Гри́нвуд (англ. Doctor Haydock Greenwood; 28 марта 1859 — 3 ноября 1951) — английский футболист, защитник. Выступал за футбольные клубы «Блэкберн Роверс» и «Коринтиан», а также за национальную сборную Англии.

## Биография
Гринвуд родился в Блэкберне, окончил Малвернский колледж. Был членом футбольной команды колледжа в 1878 и 1879 году. Старшие братья Доктора, Томас и Гарри, играли за клуб «Блэкберн Роверс» с момента его основания в 1875 году, сыграв в первом в истории клуба матче 18 декабря 1875 года (Томас сыграл на позиции вратаря, а Гарри — нападающего). Томас Гринвуд был капитаном команды. Вскоре за клуб сыграл и Доктор Гринвуд, игравший на позиции защитника.
К 1880 году «Блэкберн Роверс» был одним из лучших футбольных клубов в Англии, а Гринвуд считался одним из лучших защитников. 18 февраля 1882 года он дебютировал за национальную сборную Англии в матче против сборной Ирландии. В этой игре сборная Англии одержала самую крупную победу в своей истории, разгромив ирландцев со счётом 13:0. В матче было забито два хет-трика, их авторами стали Говард Вотон (забивший пять голов) и Артур Браун (забивший четыре гола). 11 марта 1882 года провёл свою вторую (и последнюю) игру за сборную Англии, выйдя на поле стадиона «Хэмпден Парк» против сборной Шотландии. В той игре шотландцы разгромили англичан со счётом 5:1.
В сезоне 1881/82 Гринвуд помог «Блэкберну» дойти до финала Кубка Англии, хотя сам в финале не сыграл из-за травмы. Товарищи Гринвуда уступили в той игре клубу «Олд Итонианс».
Помимо «Блэкберн Роверс» Гринвуд выступал за клуб «Коринтиан». В 1882 году он был членом комитета клуба «Коринтиан».
В 1920-е годы активно играл в крокет, был одним из основателей крокетного клуба «Бакстон».